# 호베르투 이에루잘림스시

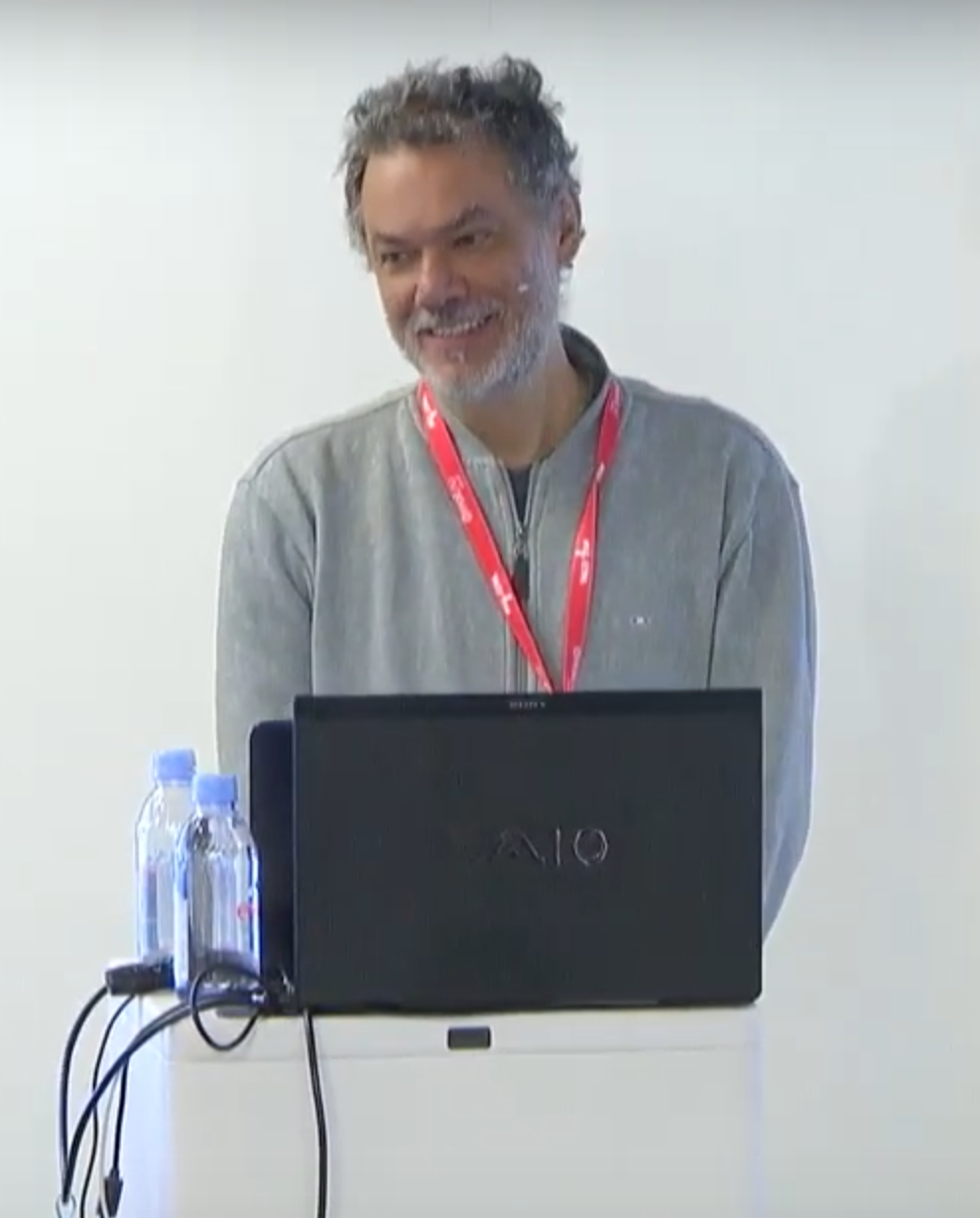

호베르투 이에루잘림스키(포르투갈어: Roberto Ierusalimschy, 1960년 5월 21일 ~ ) PUC-RJ(리우데자네이루에 있는 교황청 대학교)의 정보학과 부교수이다. 그는 루아 프로그래밍 언어의 창시자 중 한명으로, 루아 프로그램의 기본 설계와 구현을 담당했다. Programming in Lua (ISBN 85-903798-1-7)와 Programming in Lua, Second Edition (ISBN 85-903798-2-5)의 저자이다.